# Ushibuka
Ushibuka (牛深市 Ushibuka-shi) era una città situata nella prefettura di Kumamoto, in Giappone. La città fu fondata il 1 aprile 1954.
Nell 2003, la città aveva una popolazione stimata di 17.429 e una densità abitativa di 194,17 residenti per km². La superficie totale era di 89,76 km².
Il 27 marzo 2006, Ushibuka, insieme alla città di Hondo, Amakusa, Ariake, Goshoura, Itsuwa, Kawaura, Kuratake, Shinwa e Sumoto (tutte facente parti del distretto di Amakusa), sono state fuse per creare la città di Amakusa e non esiste più come un comune indipendente.

## Clima
| Ushibuka (1991-2020) Fonte: JMA  | Mesi        | Mesi        | Mesi        | Mesi        | Mesi        | Mesi        | Mesi        | Mesi        | Mesi        | Mesi        | Mesi        | Mesi        | Stagioni | Stagioni | Stagioni | Stagioni | Anno    |
| Ushibuka (1991-2020) Fonte: JMA  | Gen         | Feb         | Mar         | Apr         | Mag         | Giu         | Lug         | Ago         | Set         | Ott         | Nov         | Dic         | Inv      | Pri      | Est      | Aut      | Anno    |
| -------------------------------- | ----------- | ----------- | ----------- | ----------- | ----------- | ----------- | ----------- | ----------- | ----------- | ----------- | ----------- | ----------- | -------- | -------- | -------- | -------- | ------- |
| T. max. media (°C)               | 11,8        | 13,0        | 16,1        | 20,3        | 24,2        | 26,5        | 30,4        | 32,2        | 29,6        | 25,0        | 19,6        | 14,2        | 13,0     | 20,2     | 29,7     | 24,7     | 21,9    |
| T. media (°C)                    | 8,6         | 9,4         | 12,2        | 16,3        | 20,1        | 23,1        | 27,0        | 28,3        | 25,6        | 21,1        | 16,0        | 10,8        | 9,6      | 16,2     | 26,1     | 20,9     | 18,2    |
| T. min. media (°C)               | 5,5         | 6,0         | 8,6         | 12,6        | 16,6        | 20,5        | 24,3        | 25,4        | 22,7        | 17,8        | 12,8        | 7,6         | 6,4      | 12,6     | 23,4     | 17,8     | 15,0    |
| T. max. assoluta (°C)            | 21,8 (1988) | 23,6 (2021) | 24,5 (1954) | 29,2 (1998) | 31,2 (2015) | 33,9 (2004) | 37,5 (1994) | 39,6 (2013) | 36,7 (2011) | 34,0 (2021) | 27,8 (1979) | 24,0 (2018) | 24,0     | 31,2     | 39,6     | 36,7     | 39,6    |
| T. min. assoluta (°C)            | −3,0 (1976) | −3,4 (1977) | −1,6 (1977) | 2,0 (1972)  | 9,4 (1977)  | 12,6 (1981) | 18,0 (1966) | 18,8 (1950) | 14,1 (1976) | 7,4 (1997)  | 2,8 (1983)  | −1,5 (1976) | −3,4     | −1,6     | 12,6     | 2,8      | −3,4    |
| Giorni di calura (Tmax ≥ 30 °C)  | 0,0         | 0,0         | 0,0         | 0,0         | 0,2         | 2,2         | 18,7        | 26,3        | 14,9        | 1,2         | 0,0         | 0,0         | 0,0      | 0,2      | 47,2     | 16,1     | 63,5    |
| Giorni di gelo (Tmin ≤ 0 °C)     | 0,5         | 0,5         | 0,0         | 0,0         | 0,0         | 0,0         | 0,0         | 0,0         | 0,0         | 0,0         | 0,0         | 0,0         | 1,0      | 0,0      | 0,0      | 0,0      | 1,0     |
| Nuvolosità (okta al giorno)      | 7,3         | 6,9         | 6,7         | 6,7         | 7,0         | 8,4         | 6,7         | 6,3         | 6,3         | 5,5         | 5,8         | 6,1         | 6,8      | 6,8      | 7,1      | 5,9      | 6,6     |
| Precipitazioni (mm)              | 79,7        | 95,4        | 124,7       | 158,1       | 178,7       | 409,6       | 348,9       | 200,7       | 204,0       | 96,5        | 106,5       | 96,4        | 271,5    | 461,5    | 959,2    | 407,0    | 2 099,2 |
| Giorni di pioggia                | 10,6        | 9,6         | 11,1        | 10,0        | 9,5         | 14,3        | 10,4        | 9,5         | 9,5         | 6,5         | 8,6         | 10,0        | 30,2     | 30,6     | 34,2     | 24,6     | 119,6   |
| Nevicate (cm)                    | 1           | 1           | 0           | 0           | 0           | 0           | 0           | 0           | 0           | 0           | 0           | 0           | 2        | 0        | 0        | 0        | 2       |
| Giorni di neve                   | 0,3         | 0,4         | 0,0         | 0,0         | 0,0         | 0,0         | 0,0         | 0,0         | 0,0         | 0,0         | 0,0         | 0,0         | 0,7      | 0,0      | 0,0      | 0,0      | 0,7     |
| Giorni di nebbia                 | 0,0         | 0,1         | 0,0         | 0,6         | 1,1         | 0,8         | 1,8         | 0,4         | 0,0         | 0,0         | 0,0         | 0,1         | 0,2      | 1,7      | 3,0      | 0,0      | 4,9     |
| Umidità relativa media (%)       | 65          | 64          | 66          | 69          | 73          | 82          | 82          | 77          | 73          | 66          | 67          | 65          | 64,7     | 69,3     | 80,3     | 68,7     | 70,8    |
| Ore di soleggiamento mensili     | 105,4       | 121,7       | 160,9       | 180,9       | 189,7       | 124,1       | 193,1       | 227,9       | 192,0       | 191,0       | 147,2       | 118,4       | 345,5    | 531,5    | 545,1    | 530,2    | 1 952,3 |
| Pressione a 0 metri s.l.m. (hPa) | 1 019,8     | 1 018,8     | 1 016,3     | 1 013,3     | 1 010,0     | 1 006,5     | 1 006,8     | 1 006,8     | 1 009,4     | 1 014,6     | 1 018,4     | 1 020,4     | 1 019,7  | 1 013,2  | 1 006,7  | 1 014,1  | 1 013,4 |
| Tensione di vapore (hPa)         | 7,4         | 7,9         | 9,7         | 13,0        | 17,3        | 23,2        | 29,0        | 29,2        | 24,0        | 16,7        | 12,4        | 8,7         | 8,0      | 13,3     | 27,1     | 17,7     | 16,5    |
| Vento (direzione-m/s)            | NNE 2,6     | NE 2,8      | NE 2,9      | W 2,9       | W 2,7       | ENE 2,6     | SW 2,6      | ENE 2,8     | NE 2,7      | NE 2,6      | NE 2,5      | NNE 2,6     | 2,7      | 2,8      | 2,7      | 2,6      | 2,7     |